# Art Simmons
Arthur Eugene Simmons (Glenn White, West Virginia, 5 februari 1926 - Beckley, 23 april 2018) was een Amerikaanse jazz-pianist.

## Biografie
Tijdens zijn dienst in het Amerikaanse leger tijdens de Tweede Wereldoorlog speelde Simmons in verschillende legerbands, onder meer aan de zijde van James Moody. Na de oorlog speelde hij in Duitsland, waarna hij naar Frankrijk verhuisde, waar hij in Parijs meer dan twintig jaar als beroepsmuzikant werkte. 
Hij studeerde aan het conservatorium van Parijs en speelde in verschillende clubs. Ten slotte werd hij huispianist in jazzclub Ringside, en later Blue Note, in het achtste arrondissement, in de buurt van de Champs-Elysées. Art Simmons en zijn trio speelden daar elke avond, tot 4 uur 's ochtends. In zijn trio speelden contrabassist Michel Gaudry, de  gitaristen Jean Bonal en Pierre Cavalli, later de violist en gitarist Elek Bacsik en af en toe Léo Petit. Simmons speelde ook in Mars Club en, jarenlang, in "Living Room“, een ontmoetingsplek voor de Afro-Amerikaanse 'gemeenschap' in Parijs. In 1959 had hij een rolletje als pianist in een film van Jean-Pierre Melvilles, Deux hommes dans Manhattan (1959).
Simmons werd 92 jaar oud.

## Discografie (selectie)

### Als leider/mede-leider
- Art Simmons and his orchestra (Ducretet Thomson 1959) met Clark Terry, Elek Bacsik, Michel Gaudry, Kenny Clarke en Billie Poole
- Quentin Jackson, Quentin Jackson (Ducretet Thomson 1960) met Clark Terry, Elek Bacsik, Kenny Clarke.
- Art Simmons Quartet - Jazz in Paris - Piano aux Champs-Elysées (Emarcy) met Terry Donoughue
- Jack Diéval & Art Simmons: Ambiance pour deux pianos met Jacques Hess en Franco Manzecchi

### Als 'sideman'
- Don Byas: Jazz in Paris - Laura (Emarcy)
- Dizzy Gillespie: Cognac Blues (Emarcy, 1952-53)
- James Moody: 1948-1949 (Classics)
- Clark Terry Sextet: Clark Terry (Swing, 1960)